# Ilhéu de Santa Maria
Ilhéu de Santa Maria är en ö i Kap Verde.   Den ligger i kommunen Praia, i den södra delen av landet.

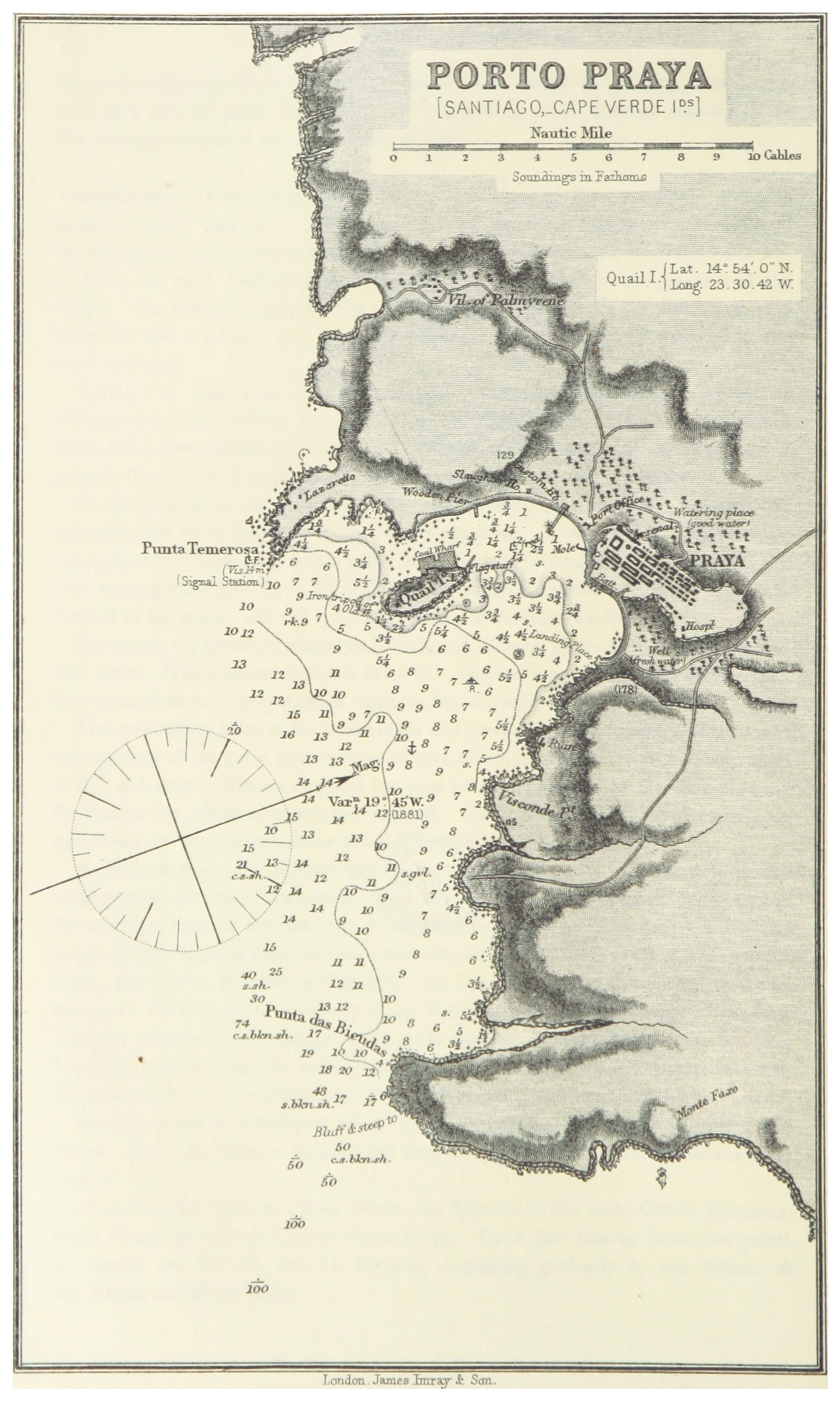
Karta över Praia från 1884. Kartan visar Ilhéu de Santa Maria som "Vaktelön"

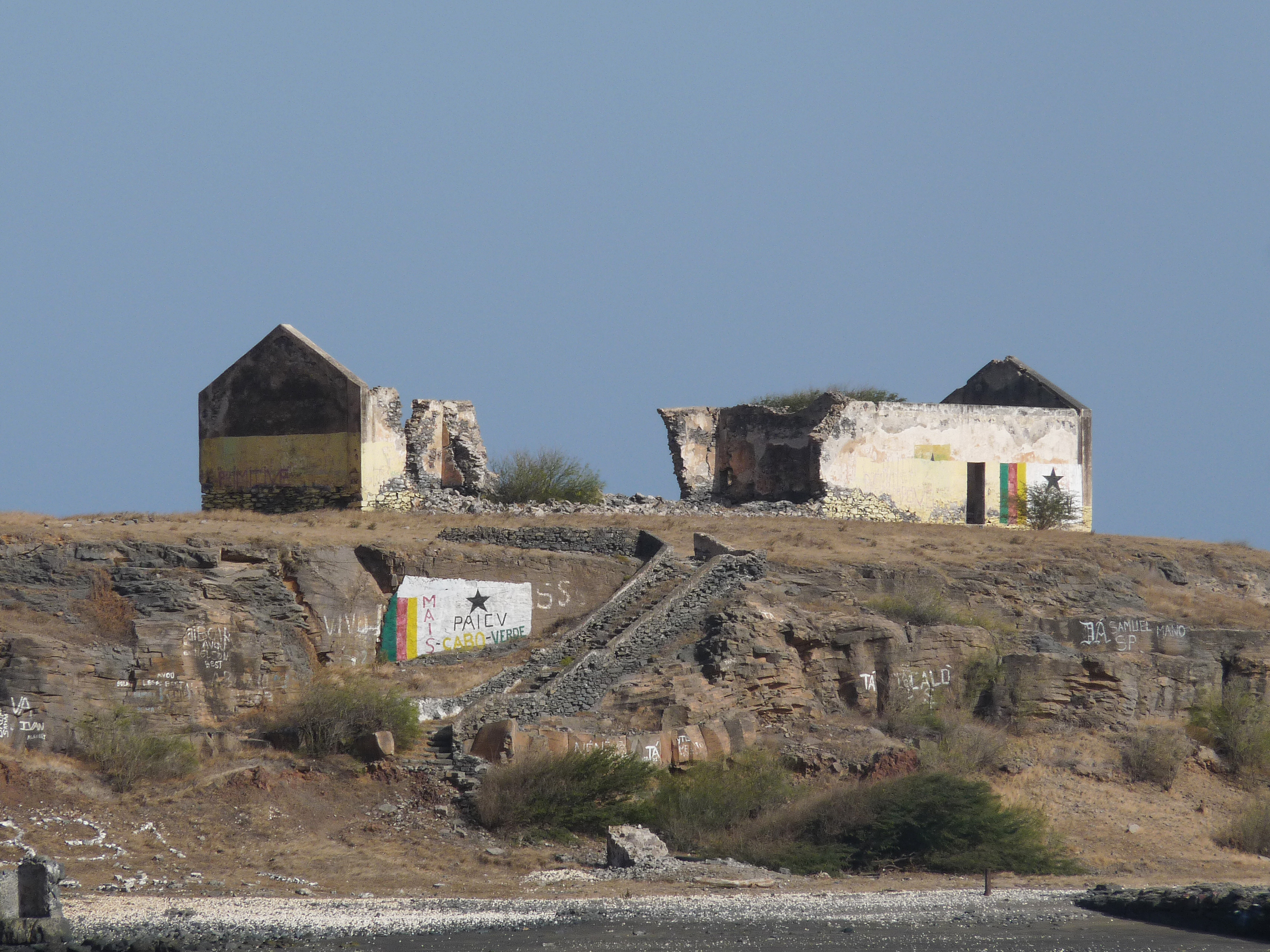
Husruiner på ön

På 1850-talet byggdes ett tullhus och magasin på ön. Byggnaderna har också använts som karantän, men den flyttades till det nya Lazareto på Ponta Temerosa på 1870-talet.
År 2015 kom  Kap Verdes regering och det Kinabaserade Legend Development Company  överens om att uppföra ett hotell och kasino på ön. I maj 2018 var bron till ön färdig, och uppförandet av hotell och kasino påbörjades i augusti 2018.